# De Swaen (Nieuw-Beijerland)
De Swaen, vroeger Windlust genoemd, is een in 1703 gebouwde windmolen in de gemeente Hoeksche Waard, in de Nederlandse provincie Zuid-Holland. De molen is gelegen aan de Spuidijk 29 in Nieuw-Beijerland. Het is een ronde stenen korenmolen van het type grondzeiler met een rietgedekte kap.
Tegenwoordig wordt de molen alleen nog maar gebruikt als ontvangstcentrum, omdat het binnenwerk er bijna helemaal uitgesloopt is. In de molen is alleen de bovenas met het bovenwiel nog aanwezig.

## Geschiedenis
Over de eerste tweehonderd jaar van het bestaan is weinig bekend. De molen is na een brand in 1932 herbouwd met onderdelen van de korenmolen uit Strijen. De kap van deze molen was te klein voor de stenen romp. Daarom moest de romp bovenaan sterk ingekrompen worden. Tot 1958 heeft hij graan gemalen. In dat jaar ging de molenaar failliet en verkocht de curator de molen aan de zakenman J. A. Aziria, die het binnenwerk er uit liet slopen, de buitenkant wit schilderde en van de molen een buitenhuisje maakte. De molen werd hernoemd van Windlust naar De Swaen.
Van 1989 tot 1991 is de molen grondig gerestaureerd, waarna de molen weer kon draaien. Bij een aanrijding door een vrachtwagen op 4 december 2010 werd een roede beschadigd. Inmiddels is de schade hiervan hersteld en draait de molen weer regelmatig op zaterdagen.

## Technische gegevens
- De vlucht van de molen is 21,60 meter.
- Het gevlucht is Oud-Hollands.
- Het kruiwerk in de kap van de molen is voorzien van 32 houten rollen in rollenwagens. De kap wordt gekruid met een kruirad.
- De bovenas uit 1876 is van gietijzer en gemaakt door de fabrikant Penn & Bauduin uit Dordrecht.
- De vang, waarmee het wiekenkruis wordt afgeremd, is een met een wipstok bediende Vlaamse vang bestaande uit vier blokken.

### Overbrengingen
- Het bovenwiel heeft 59 kammen. De steek is 11 cm. Behalve het bovenwiel is al het gaande werk uit de molen gesloopt.

## Eigenaren
- ..... - .... : J. Meijer
- .... - .... : P. Bouwman
- .... - 1958 : V.O.F. Bouwman en Geene
- 1958 - .... : J. A. Aziria
- . ... - heden : M. Kievit

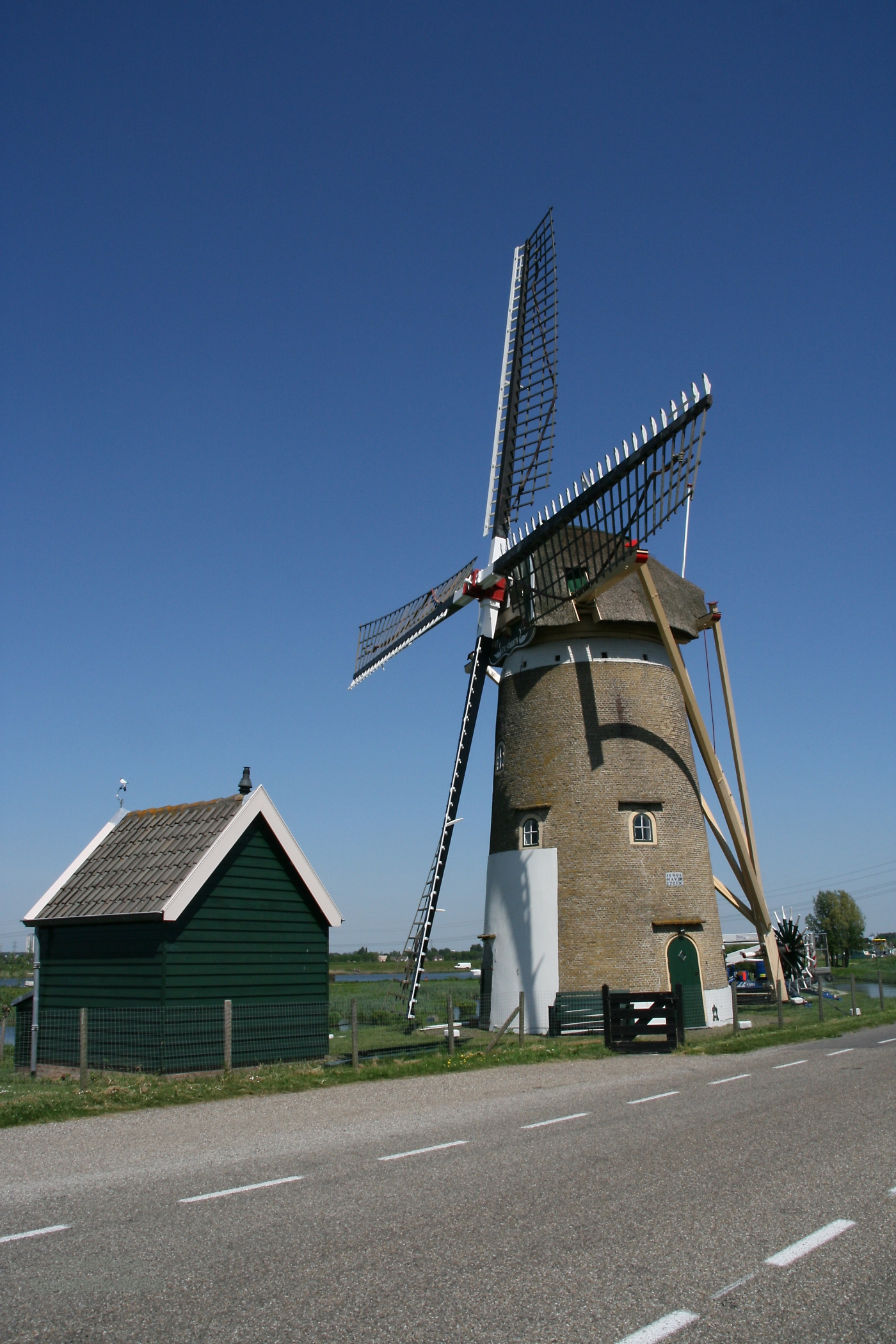
De molen vanaf de dijk
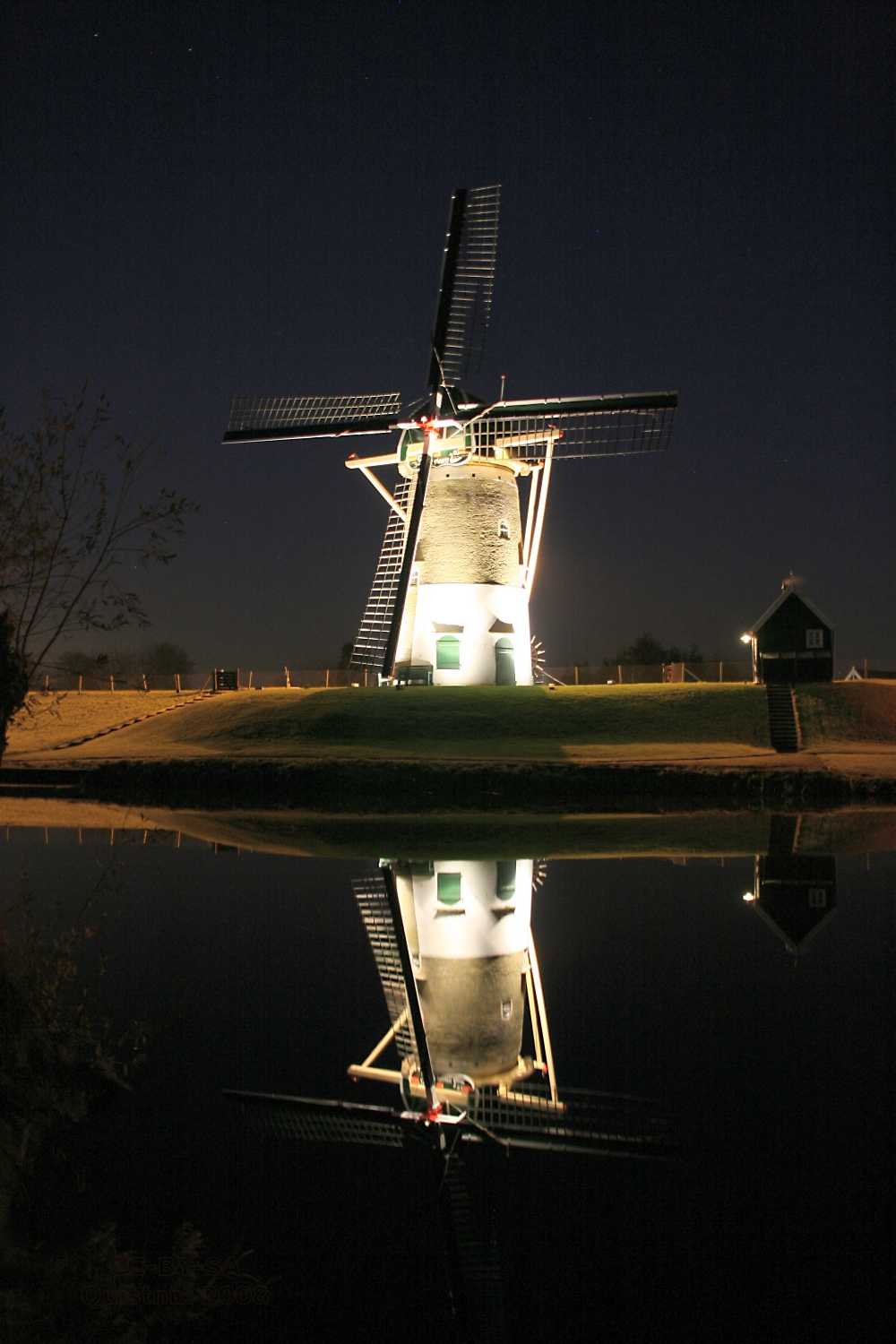
De molen bij nacht